# 9-й округ департамента Приморская Сена
9-й избирательный округ департамента Приморская Сена включает сто тридцать коммун округа Гавр. Общая численность избирателей, включенных в списки для голосования в 2012 г. — 92 401 чел.
Избранным депутатом Национального собрания по 9-му округу является Эстель Грелье (Estelle Grelier, Социалистическая партия).
|  | Начало срока      | Конец срока       | Депутат                    | Партия                             |
|  | ----------------- | ----------------- | -------------------------- | ---------------------------------- |
|  | 18 июня 2012 г.   | н/вр              | Эстель Грелье / Жак Делери | Социалистическая партия            |
|  | 20 июня 2007 г.   | 17 июня 2012 г.   | Даниэль Фидлен             | Союз за народное движение          |
|  | 19 июня 2002 г.   | 19 июня 2007 г.   | Даниэль Фидлен             | Союз за народное движение          |
|  | 12 июня 1997 г.   | 18 июня 2002 г.   | Фредерик Бреден            | Социалистическая партия            |
|  | 02 апреля 1993 г. | 21 апреля 1997 г. | Шарль Реве                 | Объединение в поддержку Республики |
|  | 23 июня 1988 г.   | 01 апреля 1993 г. | Фредерик Бреден            | Социалистическая партия            |

## Результаты выборов
Выборы депутатов Национального собрания 2012 г.:
|                | Кандидат            | Партия                    | Первый тур | Первый тур     | Второй тур | Второй тур |
| Кол-во голосов | Кандидат            | Партия                    | % голосов  | Кол-во голосов | % голосов  |            |
| -------------- | ------------------- | ------------------------- | ---------- | -------------- | ---------- | ---------- |
|                | Эстель Грелье       | Социалистическая партия   | 20 654     | 38,06          | 29 069     | 54,40      |
|                | Даниэль Фидлен      | Союз за народное движение | 18 180     | 33,51          | 24 369     | 45,60      |
|                | Женевьев Сальвиберг | Национальный фронт        | 7 944      | 14,64          |            |            |
|                | Селин Брюлен        | Левый фронт               | 4 393      | 8,10           |            |            |
|                | Ален Планта         | Партия зеленых            | 1 417      | 2,61           |            |            |
|                | Седрик Лекарпантье  | Новый центр               | 910        | 1,68           |            |            |
| Прочие         | Прочие              | Прочие                    |            | менее 1 %      |            |            |

Выборы депутатов Национального собрания 2007 г.:
|                | Кандидат         | Партия                            | Первый тур | Первый тур     | Второй тур | Второй тур |
| Кол-во голосов | Кандидат         | Партия                            | % голосов  | Кол-во голосов | % голосов  |            |
| -------------- | ---------------- | --------------------------------- | ---------- | -------------- | ---------- | ---------- |
|                | Даниэль Фидлен   | Союз за народное движение         | 24 327     | 46,57          | 27 758     | 53,16      |
|                | Эстель Грелье    | Социалистическая партия           | 14 228     | 27,24          | 24 461     | 46,84      |
|                | Даниэль Дюшмен   | Демократическое движение          | 3 683      | 7,05           |            |            |
|                | Ив Робер         | Национальный фронт                | 1 992      | 3,81           |            |            |
|                | Жан Витран       | Партия зеленых                    | 1 654      | 3,17           |            |            |
|                | Вероник Блондель | Коммунистическая партия           | 1 650      | 3,16           |            |            |
|                | Франсуа Расе     | Крайне левые                      | 1 444      | 2,76           |            |            |
|                | Стефани Картон   | Охота, рыбалка, природа, традиции | 847        | 1,62           |            |            |
|                | Фредерик Алле    | Крайне левые                      | 624        | 1,19           |            |            |
| Прочие         | Прочие           | Прочие                            |            | менее 1 %      |            |            |